# Jeune Femme aux pivoines (Washington)
Pour les articles homonymes, voir Jeune Femme aux pivoines.
Jeune Femme aux pivoines – ou anciennement Négresse aux pivoines – est un tableau réalisé par le peintre français Frédéric Bazille en 1870. De format horizontal, cette huile sur toile est le portrait en buste d'une femme noire qui regarde le spectateur en tenant des pivoines au-dessus d'un panier en osier rempli d'autres fleurs. La composition représente devant un fond gris cette fleuriste vêtue d'un haut crème et coiffée d'un madras rose. Reçue en don de Paul Mellon en 1983, l'œuvre est conservée à la National Gallery of Art, à Washington, aux États-Unis.
Une autre version montrant la même figure en train d'agencer un bouquet dans un vase en grès se trouve dans les collections du musée Fabre, à Montpellier.

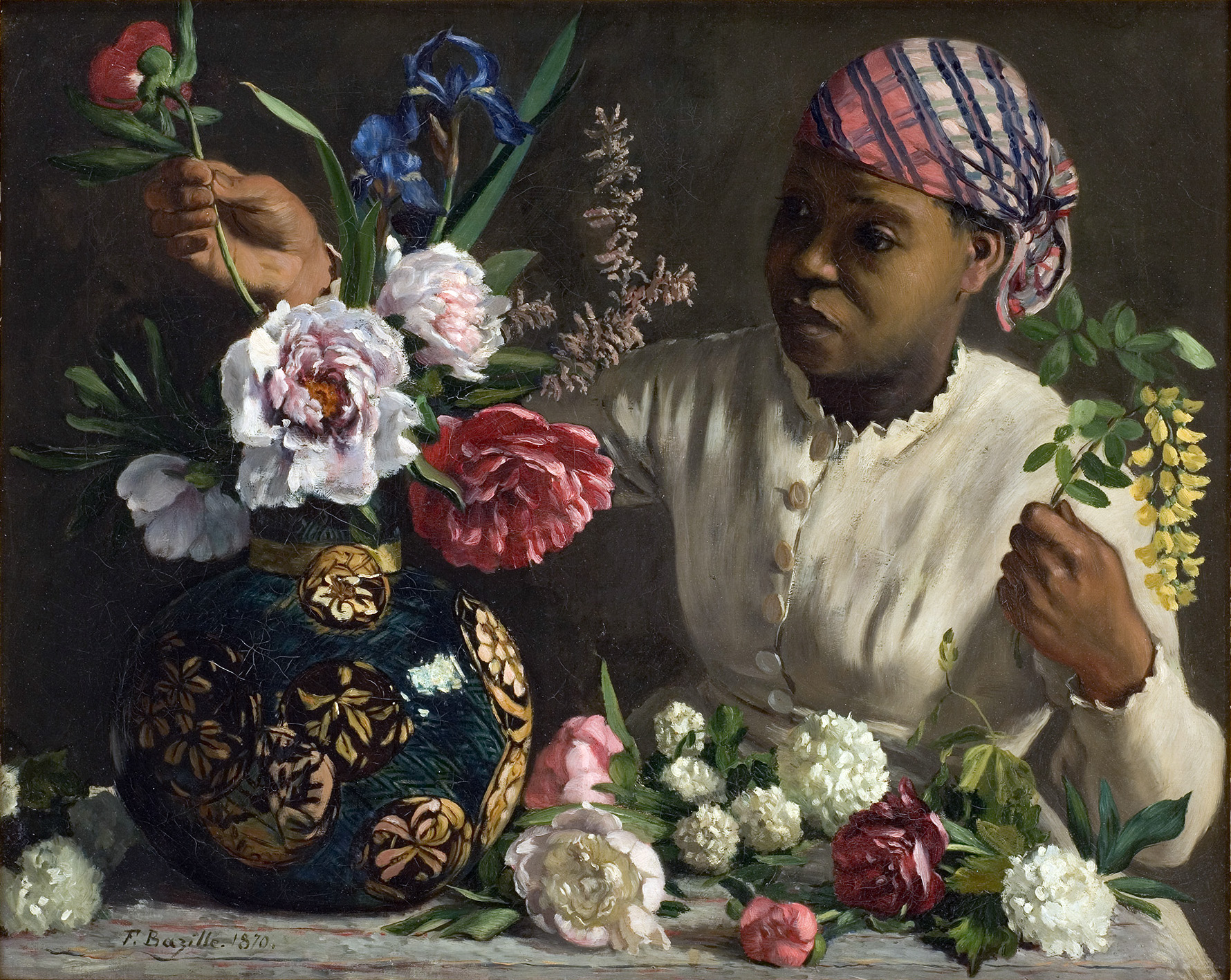
Jeune Femme aux pivoines, 1870 – Musée Fabre, Montpellier.